# Johan Andersson (desenvolvedor de jogos)
Johan Andersson é um desenvolvedor de jogos sueco e gerente de estúdio da Paradox Tinto, uma divisão da Paradox Interactive com sede em Barcelona. 

## Carreira
Antes de trabalhar para a Paradox Interactive, ele foi funcionário da Funcom, onde trabalhou como programador para jogos do Sega Genesis, como Nightmare Circus e NBA Hangtime. Ele começou a trabalhar no que mais tarde se tornaria a Paradox Interactive em 1998, juntando-se à equipe original que estava desenvolvendo o Europa Universalis. Embora tenha começado sua carreira como programador, Andersson mais tarde se tornou um designer e produtor no Paradox Development Studio, trabalhando em jogos de grand strategy como Hearts of Iron III, Crusader Kings II, Victoria II, Europa Universalis IV, Stellaris e Imperator: Rome. Sua filosofia de design é "criar mundos críveis." Em junho de 2020, ele se tornou o líder da Paradox Tinto, um estúdio recém-estabelecido com sede em Barcelona.